# Cugerner
Die Cugerner, auch Cuberner genannt, waren ein germanischer Stamm, sie bildeten mit anderen Stämmen die Gruppe der kleineren germanischen Völker der Rhein-Weser-Germanen. Der Stammesname ist eine Neubildung nach der Umsiedlung von Gruppen rechtsrheinischer Germanen durch die Römer unter Tiberius im Jahr 8 v. Chr. in das linksrheinische Gebiet des Niederrheins in den heutigen Kreis Kleve.

## Geschichte
Die Cugerner bewohnten Gebiete links des Rheins und scheinen in der großen Masse aus dem Stamm der Sugambrer hervorgegangen zu sein. Als Folge der Drusus-Feldzüge (12 bis 8 v. Chr.) siedelte Tiberius im Jahr 8 vor Chr. (Sueton, Tib. 9,2) 40.000 Germanen in die einst keltisch-germanisch besiedelten Gebiete nördlich der Eifel zwangsweise um. Dieses Gebiet lag zwischen den im Nordwesten ansässigen Batavern und den im Süden siedelnden romanisierten Ubiern. Der Kernraum befand sich in und um den heutigen Kreis Kleve sowie der Stadt Xanten und verlief südlich bis Krefeld. Vermutlich gehörten auch Kleinstteile der Sueben und der Brukterer zu den angesiedelten Germanen und durch die Verschmelzung mit dort siedelnder niederrheinischer Vorbevölkerung (Menapier, Sunuker) bildete sich der neue Stammesverband heraus. Die männlichen Cugerner leisteten nach dem Inschriftenbefund und antiken Berichten für Rom Kriegsdienste („cohors I Cugernorum“) und das in deutlich größerem Umfang als die Ubier. Nahe bei Xanten befand sich auf ihrem Gebiet das römische Legionslager Vetera. Als Hauptort des Stammes wird ein Vorgänger der Colonia Ulpia Traiana angenommen.
Die südliche Grenze des Gebietes der Cugerner wurde vom Gelfbach markiert (ab dem Mittelalter Mühlenbach genannt) der beim ehemaligen Römerkastell Gelduba in Krefeld-Gellep in den Rhein mündet. Südlich dieses Baches siedelte der Stamm der Ubier.
Im Germanenaufstand des Civilis standen die Cugerner auf dessen Seite, im Gegensatz zu den Ubiern, die sich nur zögerlich dem Aufstand anschlossen. In der Folgezeit kam bei den Cugernern eine Rom zugeneigtere Haltung auf, nach dem 2. Jahrhundert wird ihr Name nicht mehr genannt. Ihre Nachkommen gingen – wie die der Ubier – in den ab dem 3. Jahrhundert über den Niederrhein nach Süden und Westen expandierenden Franken auf.

## Name
Der Name „Cugerner“ ist erstmals bei Tacitus (Hist. 5,16,18) als Cugerni belegt, bei Plinius (Hist. nat. 4,106) erscheint die Variante Cuberner als Cuberni. Inschriften wie zum Beispiel „M(arcus) Elvadius Mac<er=RF>(?) / eq(ues) alae Claudiae Novae / dom(o) Cugernus ann(orum) XXX stip(endiorum) XII / t(itulum) f(ieri) i(ussit) / Ti(berius) Claudius Aurelius / her(es) pos(uit)“ sowie weitere Belege zeigen, dass die Form Cugerner die häufigere ist. Der Zeitpunkt des Auftretens des neuen Stammesnamens fällt mit der Assimilierung der rechtsrheinischen Restpopulationen der Sugambrer in den größeren Nachbarstämmen zusammen.
Rudolf Much etymologisierte die Ethnonyme auf Basis des rekonstruierten germanischen *ku-gernaz als Kuh-begehrend im Sinn von „Kuhdieb(e)“, oder als „mit Kühen Sodomie treibend“, und *ku-bernaz als „Kuhknecht“ oder „Kuhsohn“. Muchs Lösungen wurde zunächst in der Forschung anerkannt, und mit ihm als eine Spottbezeichnung oder Fremdbenennung durch rechtsrheinische germanische Nachbarn (Tenkterer) bezeichnet. Günter Neumann hält diese Deutungen für semantisch weniger plausibel und verweist auf Hermann Hirts Kritik an Much. Neumann sieht in den Namen lediglich wahrscheinlichere lautliche Varianten und verweist unter anderen auf Deutungen durch Karl Müllenhoff und Leo Weisgerber. Müllenhoff deutet auf der Vergleichsbasis mit gotisch -qiwa für „lebendig“ auf eine gemeinsame Lautform *Cuverni. Weisgerber nimmt einen alten keltischen und germanischen Labiovelar an, der sich darin zeige, dass Cugerni die germanische und Cuberni die keltische Variante sei. Für einzelne Elemente der Namen werden weitere Deutungsansätze für das Präfix Cu(g) der Vergleich zum germanisch starken Maskulinum *hugi, *huguz für „Sinn, Geist, Verstand“, für das -rn der mit anderen germanischen Stammesnamen wie zum Beispiel mit den Batave-rn.

## Kultur und Religion
Mit den Cugernern wird der Kult der germanischen Göttin Vagdavercustis in Verbindung gebracht. Drei ihr geweihte Votivsteine wurden im Siedlungsraum der Cugerner gefunden. Vermutlich verehrten die Cugerner mit anderen niederrheinischen Stämmen den Hercules Magusanus, da analog zur Vagdavercustis im cugernischen Siedlungsraum Weiheinschriften des Gottes gefunden wurden.